# Rio Cocioc
O Rio Cocioc é um rio da Romênia, afluente do Ciorogârla, localizado no distrito de Ilfov.